# Уварівка (Волгоградська область)
Уварівка (рос. Уваровка) — хутір у Кіквідзенському районі Волгоградської області Російської Федерації.
Населення становить 6 осіб. Входить до складу муніципального утворення Калиновське сільське поселення.

## Історія
Хутір розташований у межах українського історичного та культурного регіону Жовтий Клин.
Згідно із законом від 10 грудня 2004 року № 967-ОД органом місцевого самоврядування є Калиновське сільське поселення.

## Населення
| 2010 |
| ---- |
| 6    |